# Songthela wangerbao
Espèce
Songthela wangerbao est une espèce d'araignées mésothèles de la famille des Liphistiidae.

## Distribution
Cette espèce est endémique de Chongqing en Chine,. Elle se rencontre dans le district de Wanzhou.

## Description
Le mâle holotype mesure 16,18 mm et la femelle 17,71 mm, les mâles mesurent de 15,65 à 16,18 mm et les femelles de 14,56 à 20,88 mm.

## Systématique et taxinomie
Cette espèce a été décrite par Chen, Liu, Li et Xu en 2022.

## Étymologie
Son nom d'espèce lui a été donné en référence au lieu de sa découverte, la réserve naturelle de Wang'erbao.

## Publication originale
- Chen, Liu, Li & Xu, 2022 : « Four new species of the primitively segmented spider genus Songthela (Mesothelae, Liphistiidae) from Chongqing Municipality, China. » Zootaxa, no 5091(4), p. 546-558.